# 소리굽쇠 (영화)
"소리굽쇠"는 2014년에 개봉한 대한민국의 영화이다.

## 캐스팅
- 조안 : 향옥 역
- 김민상 : 덕수 역
- 이옥희 : 귀임 할머니 역
- 이율 : 젊은 귀임 역
- 노영학 : 이영준 역
- 조영진 : 천태수 역
- 지대한 : 횟집주인 역
- 김원동 : 사무장 역
- 유윤정 : 구 소장 역
- 추상록 : 조사관 역
- 최덕문 : 산부인과 원장 역
- 이하은 : 산부인과 간호사 역
- 이현 : 건달 역
- 정욱 : 건달 1 역
- 최희석 : 건달 2 역
- 강경탁 : 건달 3 역
- 유민경 : 요양원 안내데스크 역
- 이세영 : 유아용품 점원 역
- 한강호 : 신경외과 의사 역
- 이선구 : 일본군 장교 역